# Circoscrizione II Nord (Terni)
La II° Circoscrizione "Nord" è stata una delle tre suddivisioni amministrative del comune di Terni. Istituita nel 2009, con le elezioni del consiglio comunale a Terni del 2014 e a seguito della legge 42/2010 che ha soppresso le circoscrizioni per i comuni con una popolazione inferiore ai 250.000 abitanti ha cessato le proprie funzioni.

## Morfologia
Era divisa in 2 distretti, corrispondenti a 13 quartieri urbani sui quali insisteva la presenza di due delle precedenti circoscrizioni (Interamna e Colleluna): Cardeto-Uffici Finanziari, Centro Storico (Duomo), Centro Storico (San Francesco), Dalmazia-San Martino, Fiori, Fonderia, Campitello, Campomaggiore, Colle Dell'Oro, Collerolletta, Gabelletta, Maratta, Rivo.

## Quartieri per popolazione
| Denominazione                  | Popolazione |
| ------------------------------ | ----------- |
| Rivo                           | 10.058 ab.  |
| Campitello                     | 5.779 ab.   |
| Fonderia                       | 4.307 ab.   |
| Dalmazia-San Martino           | 4.459 ab.   |
| Centro Storico (San Francesco) | 3.822 ab.   |
| Centro Storico (Duomo)         | 3.275 ab.   |
| Gabelletta                     | 3.107 ab.   |
| Cardeto-Uffici Finanziari      | 3.316 ab.   |
| Campomaggiore                  | 949 ab.     |
| Cesi                           | 651 ab.     |
| Collerolletta                  | 271 ab.     |
| Colle Dell'Oro                 | 256 ab.     |
| Fiori                          | 97 ab.      |
| Maratta                        | 84 ab.      |

### Rivo
Rivo ("Lu Riu" in dialetto ternano), comunemente chiamato Borgo Rivo, è un quartiere della città di Terni situato nella ex Circoscrizione II Nord. Il quartiere Rivo, nel quale risiedono circa 10.000 abitanti, forma, con i quartieri di Campitello e Gabelletta, la seconda più popolosa zona di Terni.
La squadra di calcio del quartiere, l'S.S.D. Virgilio Maroso, è dedicata a Virgilio Maroso, giocatore vicentino del Grande Torino scomparso nella Tragedia di Superga del 1949.